# Football aux Deaflympics
Le football aux Deaflympics d'été est une discipline olympique depuis les Deaflympics d'été de 1924 à Paris. Les champions en titre sont chez les hommes la Turquie et chez les femmes la Russie.

## Palmarès

### Hommes
Le tableau suivant retrace pour chaque édition de la compétition le palmarès du tournoi et la nation hôte.
| N° | Édition                   | Ville hôte    | Or          | Argent          | Bronze               |
| -- | ------------------------- | ------------- | ----------- | --------------- | -------------------- |
| 1  | Deaflympics d'été de 1924 | Paris         | France      | Royaume-Uni     | Belgique             |
| 2  | Deaflympics d'été de 1928 | Amsterdam     | Royaume-Uni | Tchécoslovaquie | Pays-Bas             |
| 3  | Deaflympics d'été de 1931 | Nuremberg     | Allemagne   | Autriche        | Tchécoslovaquie      |
| 4  | Deaflympics d'été de 1935 | Londres       | Royaume-Uni | Belgique        | France               |
| 5  | Deaflympics d'été de 1939 | Stockholm     | Royaume-Uni | Suède           | Belgique             |
| 6  | Deaflympics d'été de 1949 | Copenhague    | Royaume-Uni | Belgique        | Italie               |
| 7  | Deaflympics d'été de 1953 | Bruxelles     | Yougoslavie | Italie          | Belgique             |
| 8  | Deaflympics d'été de 1957 | Milan         | Yougoslavie | Italie          | Belgique             |
| 9  | Deaflympics d'été de 1961 | Helsinki      | Yougoslavie | Belgique        | Tchécoslovaquie      |
| 10 | Deaflympics d'été de 1965 | Washington DC | Yougoslavie | Royaume-uni     | Allemagne            |
| 11 | Deaflympics d'été de 1969 | Belgrade      | Yougoslavie | URSS            | Hongrie              |
| 12 | Deaflympics d'été de 1973 | Malmö         | URSS        | Suède           | Yougoslavie          |
| 13 | Deaflympics d'été de 1977 | Bucarest      | Roumanie    | Bulgarie        | URSS                 |
| 14 | Deaflympics d'été de 1981 | Cologne       | URSS        | Hongrie         | Royaume-Uni          |
| 15 | Deaflympics d'été de 1985 | Los Angeles   | Italie      | Royaume-Uni     | Allemagne de l'Ouest |
| 16 | Deaflympics d'été de 1989 | Christchurch  | Royaume-Uni | Irlande         | Pays-Bas             |
| 17 | Deaflympics d'été de 1993 | Sofia         | Grèce       | Tchécoslovaquie | Belgique             |
| 18 | Deaflympics d'été de 1997 | Copenhague    | Turquie     | France          | Danemark             |
| 19 | Deaflympics d'été de 2001 | Rome          | Italie      | Allemagne       | Irlande              |
| 20 | Deaflympics d'été de 2005 | Melbourne     | Royaume-Uni | Iran            | Allemagne            |
| 21 | Deaflympics d'été de 2009 | Taipei        | Ukraine     | Russie          | Allemagne            |
| 22 | Deaflympics d'été de 2013 | Sofia         | Russie      | Ukraine         | Allemagne            |
| 23 | Deaflympics d'été de 2017 | Samsun        | Turquie     | Ukraine         | Egypte               |
| 24 | Deaflympics d'été de 2021 | Caxias do Sul | Ukraine     | France          | Turquie              |

### Femmes
Le tableau suivant retrace pour chaque édition de la compétition le palmarès du tournoi et la nation hôte.
| N° | Édition                   | Ville hôte | Or         | Argent    | Bronze      |
| -- | ------------------------- | ---------- | ---------- | --------- | ----------- |
| 1  | Deaflympics d'été de 2005 | Melbourne  | États-Unis | Russie    | Royaume-Uni |
| 2  | Deaflympics d'été de 2009 | Taipei     | États-Unis | Allemagne | Russie      |
| 3  | Deaflympics d'été de 2013 | Sofia      | États-Unis | Russie    | Royaume-Uni |
| 4  | Deaflympics d'été de 2017 | Samsun     | Russie     | Pologne   | Brésil      |

## Records
- Le Royaume-Uni a remporté le plus de victoires dans le tournoi masculin : 6.
- La Yougoslavie a remporté 5 fois consécutives, de 1953 à 1969 et chez la féminine, les États-Unis ont tous gagné: 3 titre sur 3.

## Tableau des médailles
| Rang | Nation               | Or | Argent | Bronze | Total |
| ---- | -------------------- | -- | ------ | ------ | ----- |
| 1    | Royaume-Uni          | 6  | 3      | 1      | 10    |
| 2    | Yougoslavie          | 5  | 0      | 1      | 6     |
| 3    | Italie               | 2  | 2      | 1      | 5     |
| 4    | Ukraine              | 2  | 2      | 0      | 4     |
| 5    | URSS                 | 2  | 1      | 1      | 4     |
| 6    | Turquie              | 2  | 0      | 1      | 3     |
| 7    | France               | 1  | 2      | 1      | 4     |
| 8    | Allemagne            | 1  | 1      | 4      | 6     |
| 9    | Russie               | 1  | 1      | 0      | 2     |
| 10   | Roumanie             | 1  | 0      | 0      | 1     |
| 10   | Grèce                | 1  | 0      | 0      | 1     |
| 12   | Belgique             | 0  | 3      | 5      | 8     |
| 13   | Tchécoslovaquie      | 0  | 2      | 2      | 4     |
| 14   | Suède                | 0  | 2      | 0      | 2     |
| 15   | Hongrie              | 0  | 1      | 1      | 2     |
| 15   | Irlande              | 0  | 1      | 1      | 2     |
| 17   | Autriche             | 0  | 1      | 0      | 1     |
| 17   | Iran                 | 0  | 1      | 0      | 1     |
| 17   | Bulgarie             | 0  | 1      | 0      | 1     |
| 20   | Pays-Bas             | 0  | 0      | 2      | 2     |
| 21   | Allemagne de l’Ouest | 0  | 0      | 1      | 1     |
| 21   | Danemark             | 0  | 0      | 1      | 1     |
| 21   | Égypte               | 0  | 0      | 1      | 1     |

| Rang | Nation      | Or | Argent | Bronze | Total |
| ---- | ----------- | -- | ------ | ------ | ----- |
| 1    | États-Unis  | 3  | 0      | 0      | 3     |
| 2    | Russie      | 1  | 2      | 1      | 4     |
| 3    | Allemagne   | 0  | 1      | 0      | 1     |
| 4    | Pologne     | 0  | 1      | 0      | 1     |
| 5    | Royaume-Uni | 0  | 0      | 2      | 2     |
| 6    | Brésil      | 0  | 0      | 1      | 1     |